# 正宗十哲
正宗十哲（まさむね じってつ）は、鎌倉時代末期の相模国の刀工である正宗の高弟といわれる10名の刀工。ただし作刀年代等から見て、必ずしも全員が正宗の直弟子とはいえない。

## 正宗十哲
古来「正宗十哲」と呼んでいる刀工は以下の通り。正宗の養子である貞宗を除いて石州直綱を入れる説もある。
- 貞宗＊
- 備前長船兼光
- 備前国長義
- 左文字（筑前国）
- 来国次（山城国）＊
- 長谷部国重（山城国）
- 郷義弘（越中国）
- 越中国則重
- 志津三郎兼氏（美濃国）
- 美濃国金重
- 石州直綱 ＊

なお来国次または石州直綱を除いて代わりに以下を入れる説もあるが、重視されていない。
- 金剛兵衛盛高（筑前国）

## 作風
正宗に代表される相模鍛冶の作風は「相州伝」と呼ばれる。正宗の作風の特色は一般に「沸（にえ）の美」にあると説明され、地と刃に沸の働きが顕著なものである。正宗の作刀は硬軟の鋼を組み合わせて地鉄にも変化があり、刃文は「湾れ」（のたれ）という大模様の波形を基調とするものが多く、刀剣専門用語で「地景」「金筋」「稲妻」などと呼ぶ、地刃の働きに富んだものである。こうした正宗の作風は当時の日本の諸国の刀工に影響を与え、相州伝風の地鉄や刃文を特色とする刀工が各地に輩出した。
「正宗十哲」という名称自体は幕末になってできたものであり、しかもこの10名全員が必ずしも正宗の直弟子と限らない。美濃国の志津兼氏は大和国の手掻派（てがいは）の出身で、正宗の弟子とみられている。一方、備前国の長義などは、現存する年号銘入り作刀の年代からみて、正宗と直接の師弟関係があったとは考えがたい。越中則重は相州鍛冶の祖である新藤五国光の弟子で、正宗と同門の兄弟弟子とみるのが通説である。しかしながら、いずれの刀工も時代的には南北朝時代（14世紀）に属し、作風は沸出来の相州風の強いものであって、直接間接に正宗の影響を受けた刀工たちであることには納得がゆく。鎌倉時代以降の備前刀は一般に匂出来を主とするが長義は備前刀工のなかでは例外的に沸の強い相州風の作風をもち、兼光も後期の延文頃には湾れ刃を主体とした相州風の作品を残している。